# Hofgericht Meersburg

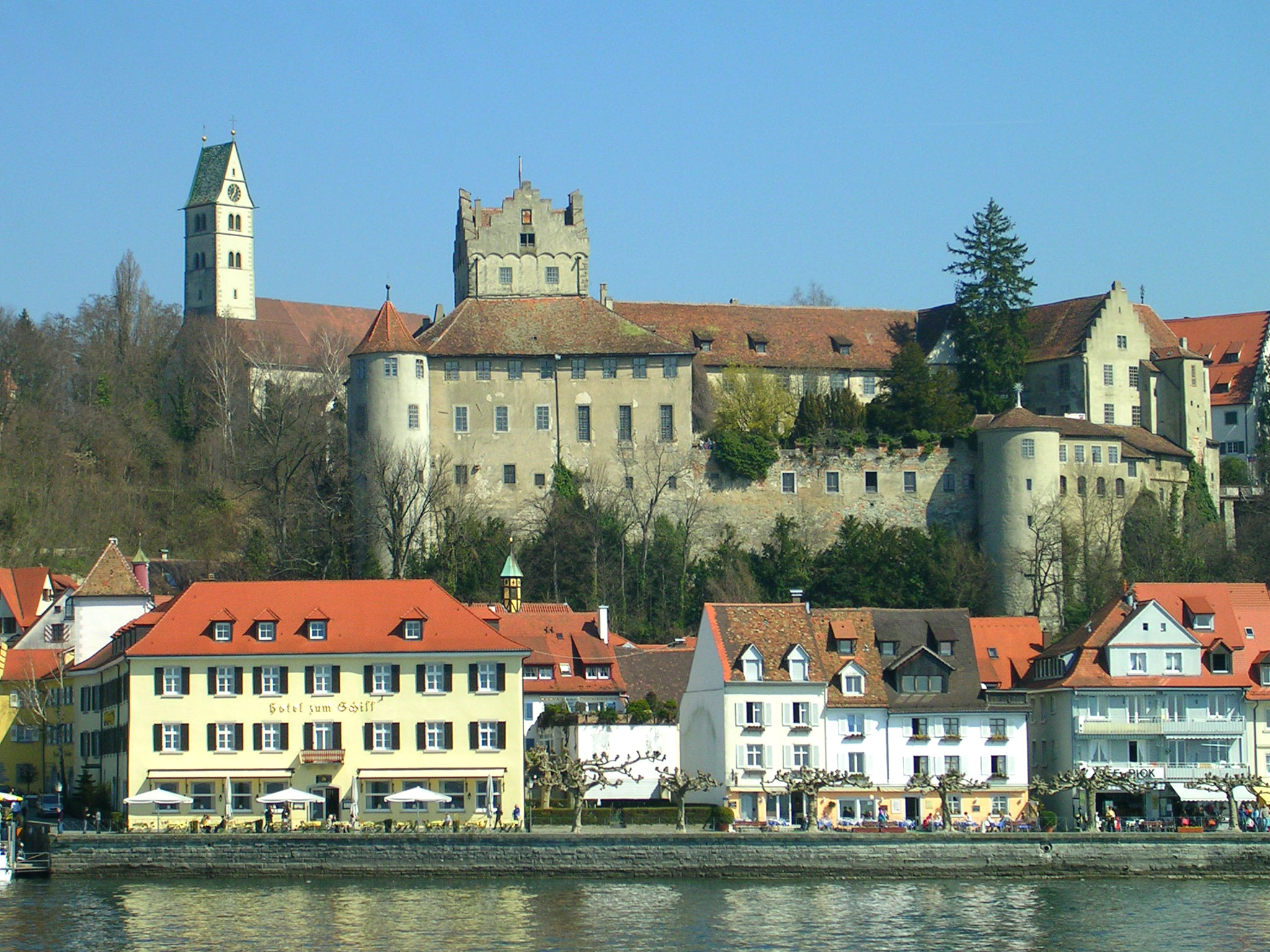
Burg Meersburg, Sitz des Gerichtes

Das Hofgericht Meersburg war 1813 bis 1836 im Großherzogtum Baden eines der vier Hofgerichte und damit das Mittelgericht für den Seekreis mit Sitz in Meersburg.

## Geschichte
Das Hofgericht Meersburg wurde 1813 als viertes Hofgericht in Baden eingerichtet. Es ergänzte damit die bestehenden Hofgerichte Freiburg (für die Provinz des Oberrheins), Rastatt (für die Provinz des Mittelrheins) und Mannheim (für die Provinz des Unterrheins). Die vier Hofgerichte waren dem „Oberhofgericht für das Kurfürstentum Baden“ mit Sitz in Mannheim nachgeordnet.
In Zivilsachen war das Hofgericht Eingangsinstanz für die Mitglieder der großherzoglichen und der standesherrlichen Familien und die oberen Hofdiener und Minister. Daneben war es zweitinstanzliches Gericht. Eine Appellation an das Hofgericht war ab einem Streitwert
von 100 Gulden möglich.
In Strafsachen war das Hofgericht zuständig, wenn einerseits Strafen von mehr als 4 Wochen Gefängnis zu verhängen waren und es sich nicht um Kapitalverbrechen handelte, die unmittelbar durch das Oberhofgericht behandelt wurden. Auch hier war es Berufungsinstanz für Strafurteile der Eingangsgerichte.
Dem Hofgericht Meersburg waren folgende Ämter als Eingangsgerichte nachgeordnet.
Landesherrliche Ämter
- Amt Konstanz
- Amt Meersburg
- Amt Blumenfeld
- Amt Bonndorf
- Amt Bräunlingen
- Amt Pfullendorf
- Amt Radolfzell
- Amt Stockach
- Amt Überlingen
- Amt Villingen

Ab 1823 bestand daneben in den standesherrlichen Ämtern eine Patrimonialgerichtsbarkeit. Auch für diese Ämter war das Hofgericht Meersburg oder das Oberhofgericht Berufungsinstanz.
Standesherrliche Ämter
- Amt Salem
- Amt Stetten
- Amt Engen
- Amt Heiligenberg
- Amt Hüfingen
- Amt Möhringen
- Amt Meßkirch
- Amt Neustadt
- Amt Stühlingen

1836 wurde das Hofgericht Meersburg nach Konstanz verlegt.

## Sitz
Das Gericht hatte seinen Sitz in der Burg Meersburg.

## Richter
- Anton Wolff (Rat am Hofgericht Meersburg ab 1819, Direktor ab 1825, Präsident bis 1835)[3]